# Niña de Benalmádena
La Niña de Benalmádena, escultura en bronce, símbolo singular e icono de la localidad de Benalmádena (Málaga), forma parte de la fuente que se levanta en la plaza de España. Esta obra, del escultor Jaime Pimentel, fue realizada a instancias del alcalde de aquel momento, don Enrique Bolín Pérez-Argemí. La escultura vino a predecir el resurgimiento de la economía de la localidad y su vinculación con el turismo y la cultura más internacional. La obra de Pimentel ha tenido siempre una importante repercusión en los lugares en los que ha sido expuesta, convirtiéndose, según palabras del propio escultor, en emblemas.

## Descripción

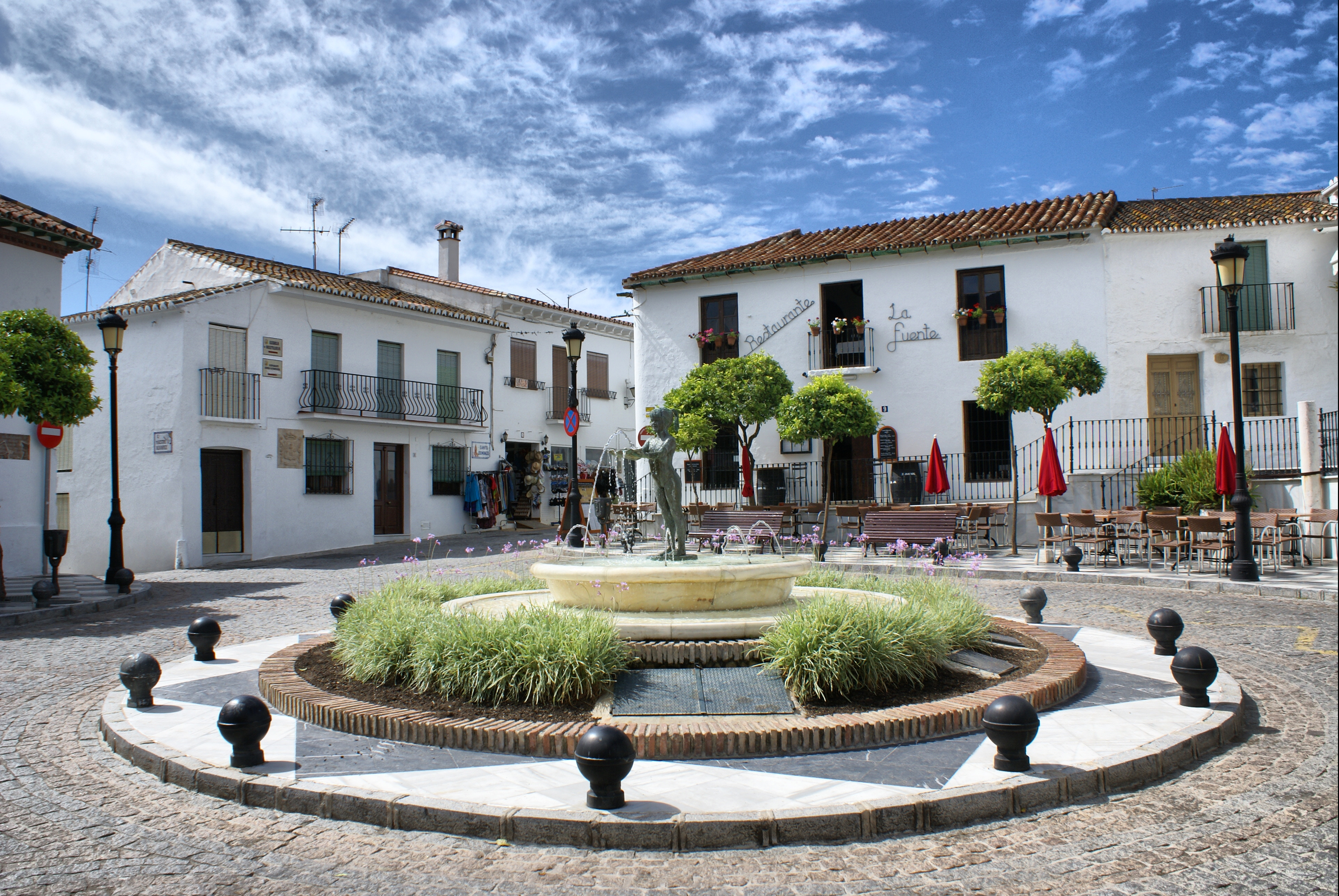
Plaza de España. Benalmádena Pueblo

La escultura, en bronce, mide 1,25 m por 85 cm de ancho desde la peana hasta el fin de la concha que sustenta con las manos; representa a una niña de sonrisa ingenua y el pelo recogido en coleta que ofrece, con los brazos extendidos, agua en una concha; representa la bienvenida, amistad y la confraternidad que la comunidad benalmadense ofrece a todos sus visitantes. Para su ejecución, Manolo “El Petaca”, un pescador de Almayate (Vélez Málaga), prestó la imagen de su sobrina, Mª Cruz Ruiz González, como modelo; imagen que a su vez sirvió de modelo al escultor para la estatua del Cenachero de Málaga, icono de la capital de la Costa del Sol.
El escultor preguntó a don Enrique Bolín sobre aquello que destacaba en Benalmádena y que se pudiera utilizar cómo ejemplo simbólico de nuestro municipio, éste respondió “muchos niños”...Era la época del éxodo casi masivo de habitantes de pueblos del interior de Andalucía a la Costa del Sol, propiciada por el despegue del turismo, la construcción de hoteles, apartamentos, carreteras, urbanizaciones...El escultor pensó en toda esa energía que emanan los niños y los jóvenes, en el agua tan abundante en las sierras de Benalmádena. El artista la modeló primero en barro y después fue pasada al bronce mediante la técnica de la cera perdida en la Fundición Hermanos Codina de Madrid.
La escultura, fue diseñada para presidir la plaza de España desde la Fuente de mármol almeriense (de 6,90 m de perímetro por 33 m de alto) que fue traída ex profeso. Uno de los 8 surtidores que componen esta fuente, vierte agua justo sobre en la concha (de 30 cm por 28 cm) que porta La Niña en sus manos. La fuente con La Niña, fue inaugurada el 30 de mayo de 1968;  acto, en el que además del artista y las autoridades locales y provinciales, asistieron el príncipe sueco Carl Benardotte y su esposa Kristine. A finales de la década de los noventa, La Niña fue trasladada a un taller de Marbella donde fue restaurada.

## Curiosidades
- El pleno ordinario de Benalmádena, aprueba en abril de 2017 el expediente de Honores y Distinciones al escultor Jaime Pimentel por su importante aportación a la historia de Benalmádena. El expediente contempla la colocación de una placa de azulejos con poema alegórico en homenaje al escultor en la plaza de España.
- La modelo, Mª Cruz Ruiz, visitó por primera su propia escultura el 18 de marzo de 2017, manifestando que, desde 1997 desconocía la trascendencia que la escultura había tenido en Benalmádena.
- El pie izquierdo presenta la firma J. F. Pimentel.
- En el Festival de Cine de Autor de Benalmádena, así como en el actual Festival Internacional de Cine de Benalmádena, el premio para el ganador era una copia de la Niña en tamaño reducido.
- Otra curiosidad, es el hermanamiento entre Bruselas y Benalmádena durante el mandato del alcalde don Juan García Soto, entre 1974 y 1979. En la capital belga se puede contemplar una réplica de La Niña, también obra de Pimentel.[6]